# Offenbarung zum Priestertum 1978
Als Offenbarung zum Priestertum von 1978 wird in der  Kirche Jesu Christi der Heiligen der Letzten Tage die Grundlage einer religionsrechtlichen Entscheidung bezeichnet. welche es ermöglichte, dass nunmehr aus Afrika stammende Männer zu Priestern geweiht werden können.

## Hintergrund
Aus Afrika stammenden Männern war es während der Lebenszeit von Joseph Smith gestattet, Priester zu werden. Smith weihte zum Beispiel Elijah Abel. Nach dem Tod von Smith wurde Brigham Young sein Nachfolger. Young institutionalisierte ein Verbot für aus Afrika stammende Männer, Priester zu werden. Die Nachfolger von Young hielten bis 1978 an dem Verbot fest.
Kirchenführer lehrten Jahrzehnte lang, dass das Priestertumsverbot von Gott befohlen worden sei. Brigham Young lehrte, dass es ein „wahres endloses Prinzip von Gott ist“. Die erste Präsidentschaft unter George Smith verkündete im Jahr 1949 das Priesterumsverbot sei keine Sache der Politik, sondern ein direkter Befehl von Gott.:222–223:221 Eine zweite Stellungnahme der ersten Präsidentschaft – diesmal unter McKay – verkündete, dass die Diskriminierung der Schwarzen nicht menschlichen Ursprungs sei, sondern von Gott komme.:223:222. Als Präsident der Kirche gab Kimball auf einer Pressekonferenz bekannt, dass das Priestertumsverbot nicht von ihm oder der Kirche ausgehe, sondern von Gott.

## Ereignisse, die zur Offenbarung führten
In den frühen 1970er Jahren gab der Präsident der Kirche, Spencer W. Kimball, den Bau vieler neuer Tempel in den USA und im Ausland bekannt. Am 1. März 1975 gab er die Pläne bekannt, einen Tempel in São Paulo, Brasilien, zu bauen.
Vor der Offenbarung von 1978 war es aus Afrika stammenden Männern nicht gestattet, das Priestertum zu bekommen, und es war sowohl afrikanischen Männern wie auch Frauen nicht gestattet, in den Tempel zu gehen, um dort heilige Zeremonien zu vollziehen. Es war Menschen aus Afrika zu diesem Zeitpunkt jedoch erlaubt, die Totentaufe zu vollziehen. Die Tempel- und Priesterwürdigkeit war wegen der Vermischung der Völker in Brasilien, die bis ins 15. Jahrhundert zurückreicht, schwer festzustellen.

## Augenzeugenberichte der Offenbarung
Nach Augenzeugenberichten trafen sich 1978 die Erste Präsidentschaft und das Kollegium der zwölf Apostel, um Gott anzubeten, er möge ihnen in dieser Sache helfen. Ein Augenzeuge, der Apostel Bruce R. McConkie, berichtete: „Es war zu diesem Gebet, dass die Offenbarung kam. Der Geist des Herrn war auf uns allen; wir fühlen etwas, was genauso war wie Pfingsten oder der Kirtland Temple. Aus der Mitte der Unendlichkeit sprach Gott, mit der Kraft des Heiligen Geistes, zu seinem Propheten. Die Botschaft war, dass der Zeitpunkt gekommen ist, die Fülle des ewigen Evangeliums, mit celestialer Ehe und dem Priestertum und den Tempelzeremonien, allen Männern zu geben, ohne Verweis auf Volk oder Hautfarbe, nur auf persönlichen Wert. Und wir alle hörten dieselbe Stimme, bekamen dieselbe Botschaft und wurden persönliche Zeugen, dass die Offenbarung von Gott kam.“
Gordon B. Hinckley, ein Teilnehmer dieses Treffens, sagte dazu: „Keiner von denen, die anwesend waren, war danach derselbe, noch ist die Kirche dieselbe. Wir alle wussten, dass die Zeit für Veränderung da war und dass die Entscheidung vom Himmel gekommen ist. Die Antwort war klar. Es war perfekte Einheit unter uns in unserer Erfahrung und unserem Verständnis.“

## Erklärung zur Veröffentlichung der Offenbarung
Am 8. Juni 1978 erklärte die Erste Präsidentschaft:

„8. Juni 1978
 An alle allgemeinen und örtlichen Priestertumsbeamten der Kirche Jesu Christi der Heiligen der Letzten Tage auf der ganzen Welt

Liebe Brüder! Wir erleben mit, wie sich das Werk des Herrn über die Erde ausbreitet, und sind sehr dankbar dafür, daß Menschen in vielen Ländern für die Botschaft des wiederhergestellten Evangeliums empfänglich gewesen sind und sich in ständig wachsender Zahl der Kirche angeschlossen haben. Dies wiederum hat in uns den Wunsch geweckt, alle Rechte und Segnungen, die das Evangelium bietet, jedem würdigen Mitglied der Kirche zugänglich zu machen. In Anbetracht der Verheißungen, die von den uns vorausgegangenen Propheten und Präsidenten der Kirche gemacht worden sind, daß zu einer bestimmten Zeit in Gottes ewigem Plan alle unsere Brüder, die dazu würdig sind, das Priestertum empfangen können, und angesichts der Glaubenstreue derjenigen, denen das Priestertum vorenthalten war, haben wir uns lange und ernsthaft für diese unsere getreuen Brüder eingesetzt und viele Stunden im Oberen Raum des Tempels verbracht, wo wir den Herrn um göttliche Führung angefleht haben. Er hat unsere Gebete vernommen und hat durch Offenbarung bestätigt, daß der langverheißene Tag gekommen ist, wo jeder glaubenstreue, würdige Mann in der Kirche das heilige Priestertum, samt der Macht, dessen göttliche Vollmacht auszuüben, empfangen und sich mit seiner Familie sämtlicher Segnungen erfreuen darf, die sich daraus ergeben, einschließlich der Segnungen des Tempels. Demnach können alle würdigen männlichen Mitglieder der Kirche ohne Rücksicht auf Rasse oder Hautfarbe zum Priestertum ordiniert werden. Die Priestertumsführer sind angewiesen, sich an die Bestimmungen zu halten, wonach mit allen Anwärtern auf die Ordinierung zum Aaronischen oder zum Melchisedekischen Priestertum eine eingehende Unterredung zu führen ist, um zu gewährleisten, daß sie den festgesetzten Anforderungen der Würdigkeit entsprechen. Wir verkünden feierlich, daß der Herr nunmehr seinen Willen kundgetan hat, zum Segen all seiner Kinder überall auf der Erde, die auf die Stimme seiner bevollmächtigten Knechte hören und sich bereitmachen, jede Segnung des Evangeliums zu empfangen.
In Aufrichtigkeit:Spencer W. Kimball,N. Eldon Tanner,Marion G. Romney,Die Erste Präsidentschaft“

## Offenbarung akzeptiert bei der Generalkonferenz
Auf der 148. Generalkonferenz am 30. September 1978 wurde dies der Ersten Präsidentschaft vorgelegt:

„Wir anerkennen Spencer W. Kimball als den Propheten, Seher und Offenbarer sowie Präsidenten der Kirche Jesu Christi der Heiligen der Letzten Tage; darum wird vorgeschlagen, daß wir als konstituierende Versammlung diese Offenbarung als das Wort und den Willen des Herrn annehmen. Wer dem zustimmt, zeige es bitte durch das Heben der rechten Hand. Falls jemand dagegen ist, zeige er es auf die gleiche Weise.“

„Der vorstehende Antrag wurde einstimmig bejaht und angenommen.“:

## Erklärung nach der Offenbarung
Später im Jahre 1978 erklärte Apostel Bruce R. McConkie:

„Es gibt Zitate aus der frühen Literatur der Gläubigen, die so interpretiert werden können, dass die Afrikaner in diesem Leben kein Priestertum bekommen können. Ich habe dasselbe gesagt und Leute schreiben mir Briefe, wo sie sagen: ‚Du sagtest so und so, wie können wir dann so und so machen?‘ Alles, was ich sagen kann, ist, dass die ungläubigen Leute umkehrten und auf Linie gebracht wurden und nun glaubten an einen lebenden, modernen Propheten. Vergesst alles, was ich gesagt habe oder was Brigham Young gesagt hat oder was George Q. Cannon gesagt hat oder was irgendwer gesagt hat, das heutiger Offenbarung widerspricht. Wir sprachen mit eingeschränktem Verständnis und ohne das Licht und Wissen, das jetzt in die Welt gekommen ist … Wir bekommen unsere Wahrheit Zeile um Zeile und Gebot um Gebot. Wir haben jetzt eine neue Flut an Intelligenz und Licht zu diesem Thema bekommen und es löscht alle Dunkelheit und alle Ansichten und alle Gedanken der Vergangenheit aus. Sie bedeuten nichts mehr … Es macht nicht den kleinsten Unterschied, was irgendwer jemals sagte über das Afrikaner-Thema vor dem ersten Juni-Tag in diesem Jahr.“

## Amtliche Erklärung 2

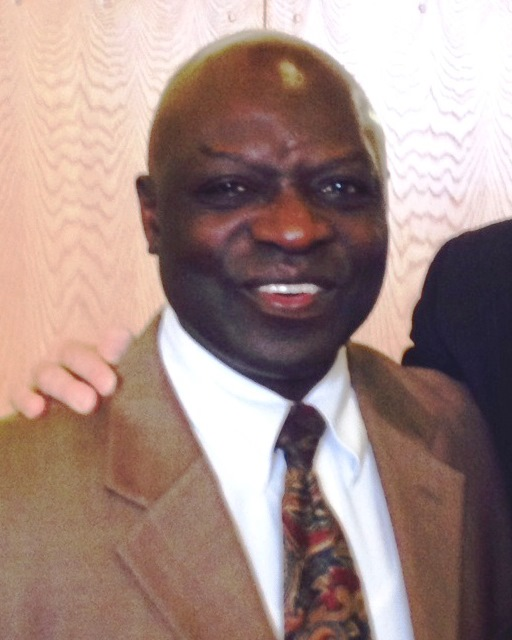
Joseph Freeman, Jr. war der erste Afroamerikaner, der das Melchisedekische Priestertum erhielt.

Die Amtliche Erklärung 2 ist die formelle Bekanntmachung der Ersten Präsidentschaft der HLT-Kirche, dass das Priestertum nicht mehr aufgrund von Volkszugehörigkeit oder Hautfarbe beschränkt ist. Die Bekanntmachung wurde bei der Generalkonferenz am 30. September 1978 in die heiligen Schriften der HLT-Kirche aufgenommen. Seit dem Jahr 1981 steht der Text im Buch Lehre und Bündnisse, einer heiligen Schrift der Kirche. Es ist die neueste Hinzufügung zum offenen Schriftenkanon der Kirche.
Die Bekanntmachung, die in die heiligen Schriften aufgenommen wurde, wurde in einem Brief am 8. Juni 1978 von der Ersten Präsidentschaft verkündet.
Im Gegensatz zu anderen Inhalten des Buchs Lehre und Bündnisse wird der Text nicht als Offenbarung Gottes präsentiert, hervorgehoben wird jedoch, dass Jesus Christus den Tag der Offenbarung vorhergesehen habe. Deshalb wird es als „die offizielle Verkündigung der Offenbarung“ betrachtet. Der Offenbarungstext wurde von der Kirche nicht veröffentlicht, die Gemeinschaft benutzt jedoch die Bezeichnung „Offenbarung zum Priestertum“.

## Weitere Erklärung
2014/15 veröffentlichte die Kirche eine Schrift mit dem Titel „Rassenzugehörigkeit und Priestertum“.Darin lehnte die Kirche Erklärungen für das Verbot ab. Jedoch entschuldigte die Kirche sich nicht für das Verbot. Bei der 40-Jahr-Feier des Endes des Verbotes erklärte Dallin H. Oaks, dass Gott keine Gründe für das Verbot gegeben habe. Jedoch sei ihm (Oaks) bewusst, dass das Verbot viele Leute verletzt habe. Die HLT-Kirche hat sich bis heute noch nicht für das Verbot entschuldigt.